# Torre della tonnara di Cofano
La torre della Tonnara di Cofano è una torre costiera sul golfo di Macari, risalente al XVI secolo che faceva parte del sistema di torri costiere della Sicilia, quale sistema difensivo di avvistamento dei navigli saraceni.
La torre ricade nel territorio del comune di Custonaci, in provincia di Trapani e si trova all'interno della riserva naturale orientata Monte Cofano. Annessa alla torre vi sono i resti di una tonnara.

## Storia
La torre, edificata tra il 1556 e il 1560, ha una pianta quadrata stellare a quattro punte e rappresenta, con le sue pareti concave, un impianto unico per la Sicilia.
Nessuna comunicazione diretta era possibile con la vicina Torre di San Giovanni, sul lato opposto del monte Cofano.
La torre è stata acquisita al demanio regionale nel maggio del 2006. Restaurata con fondi della Comunità europea, è stata riaperta al pubblico nell'aprile del 2010.

## La tonnara
La tonnara sorse di fronte allo scoglio dello Scialandro e vi sono tracce già nel XIV secolo. Intorno al 1450, fu concessa alla famiglia del Bosco. Poi appartenne alla famiglia Badalucco fino alla metà del 1900, quando fu messa in disarmo.

## Architettura
La torre è stata acquisita al demanio regionale nel maggio del 2006. Restaurata con fondi della Comunità europea, è stata riaperta al pubblico nell'aprile del 2010.
L'edificio è un tronco di piramide a pianta quadrangolare stellata, con i quattro lati concavi, interamente costruito in pietra calcarenitica.

Il piano terra presenta un unico ambiente a pianta quadrata e con volta a botte, sul pavimento del quale si trova l'apertura di una cisterna scavata nella roccia.
Una scala posta a sinistra dell'ingresso consente l'accesso al livello superiore, anch'esso a pianta quadrata, con un sottile tramezzo che divide lo spazio in due stanze di diversa dimensione.
Attraverso una ripida scala a pioli si guadagna l'accesso ad una botola aperta sulla volta a botte, per la quale si accede al piano di copertura.